# Ramesodes divisa
Ramesodes divisa är en fjärilsart som beskrevs av George Francis Hampson 1902. Ramesodes divisa ingår i släktet Ramesodes och familjen nattflyn. Inga underarter finns listade.